# Laurent Dubreuil
Laurent Dubreuil (n. 25 iulie 1992, Québec, provincia Québec, Canada) este un patinator de viteză ce a reprezentat Canada, medaliat olimpic. A participat la 2 ediții ale Jocurilor Olimpice (2018, 2022) în care a câștigat o medalie de argint.